# Catherine Ribeiro

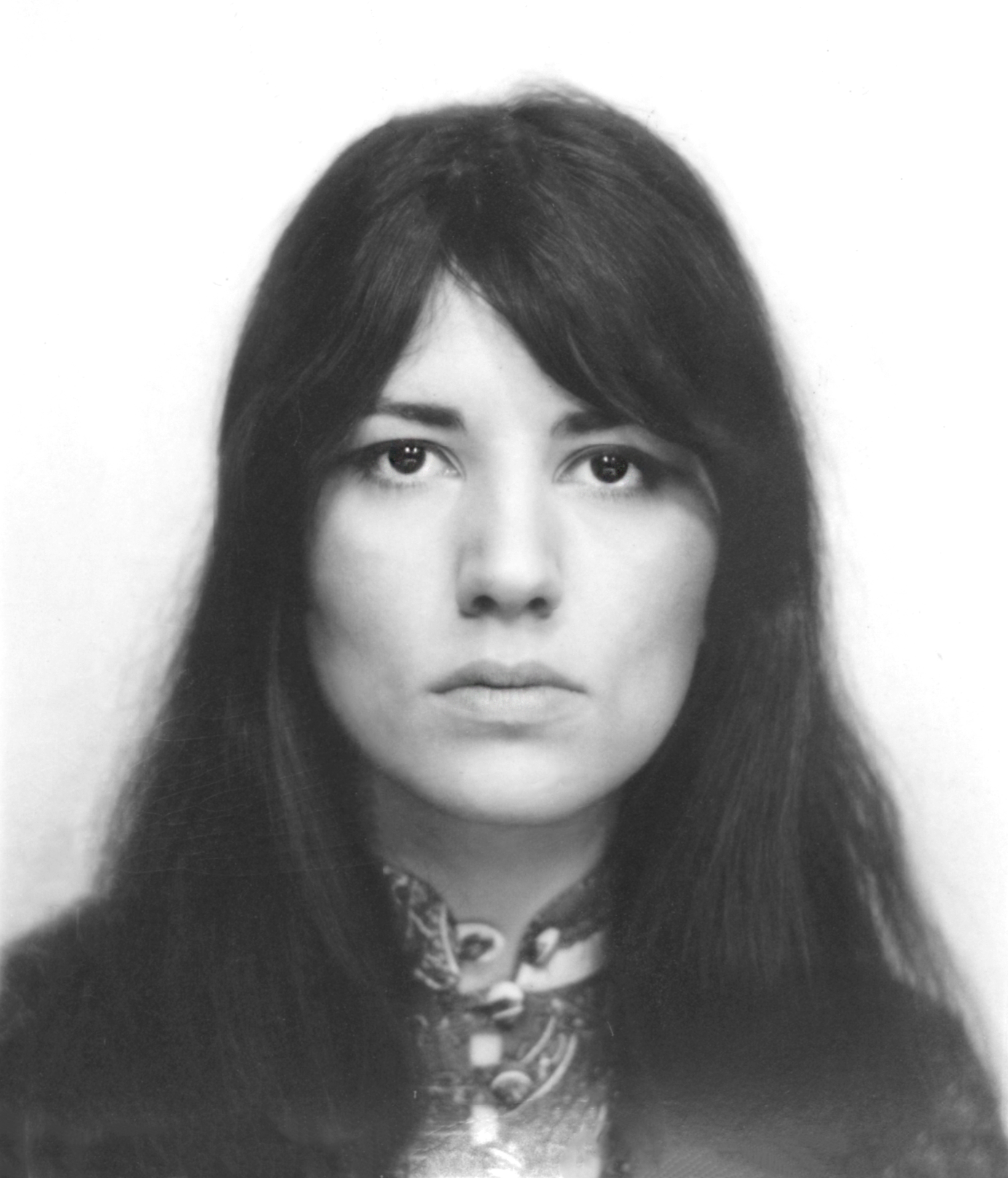
Catherine Ribeiro (1970)

Catherine Ribeiro (* 22. September 1941 in Lyon; † 23. August 2024 in Martigues) war eine französische Chanson- und Folk-Rock-Sängerin, die ab den 1960er-Jahren aktiv war.

## Leben und Werk
Ribeiro hatte portugiesische Vorfahren. Sie begann als Schauspielerin und trat z. B. 1963 in der Komödie Les carabiniers von Jean-Luc Godard auf (als Partisanin). Dort spielte auch ihr späterer Ehemann, der Musiker Patrice Moullet (* 1947), mit. Nach einem Suizidversuch 1968 ging sie auf das Angebot von Patrice Moullet ein, mit 2bis und der daraus 1970 entstandenen Gruppe Alpes aufzutreten und aufzunehmen. Einen ersten Durchbruch hatten sie nach der Teilnahme beim Festival in Aix en Provence 1970. Anfang der 1970er Jahre nahmen sie einige Alben auf, die Avantgarde- und experimentelle Folk- und Rock-Elemente mischten und ihren Ruf in Frankreich begründeten. Moullet war nicht nur Komponistin und Gitarristin, sondern benutzte in ihrer Band auch selbst entworfene Instrumente wie ein Percuphone, Cosmophone, Stretch Machine. Weiter spielten in Alpes der Organist Patrice Lemoine und der Bassist Francis Campello.
Ribeiro war politisch links, mit Sympathien für Anarchisten, sie setzte sich unter anderem für politische Flüchtlinge aus Spanien, gegen das Pinochet-Regime in Chile, für Palästinenser und ähnliche Ziele ein. Von den etablierten französischen Medien wurden Ribeiro und Alpes seit 1972 ignoriert, trotzdem traten sie in großen Sälen wie dem Olympia auf und veröffentlichten insgesamt neun Alben. Sie traten auch im Ausland auf (Kuba, Zagreb, Barcelona, Algerien u. a.) und zum Beispiel auf der Fête de l’Humanité der französischen kommunistischen Partei. Neben ihrer Arbeit mit Alpes und dessen Nachfolgern nahm sie auch Soloalben mit Chansons auf, darunter eigene Lieder und solche von Moullet sowie zum Beispiel von Jacques Brel, Edith Piaf, Leo Ferré.
Anfang der 80er Jahre zog sie in die Ardennen, wo sie später ziemlich zurückgezogen lebte. Sie lebte einige Jahre mit Moullet, mit dem sie eine 1971 geborene Tochter Ioana hatte. 1984 heiratete sie den Bürgermeister von Sedan, Claude Démoulin, mit dem sie einen Sohn hatte. Sie veröffentlichte regelmäßig bis in die 2000er Jahre Alben (in den 1970er Jahren bis 1985 bei Philips, aber auch bei Mercury). 1982 veröffentlichte sie mit dem Lied Dans Le Creux De Ta Nuit eine Komposition von Peter Gabriel auf ihrem Album Soleil Dans L’Ombre.
1992 erlebte Ribeiro ein Comeback (Live-Album L’amour aux Nus). In der Folge gab es verschiedene Anläufe von Revival-Auftritten mit Alpes. 2005 trat sie mit der Gruppe des Ex-Alpes-Musikers Francis Campello in Valenciennes und 2008 im Bataclan in Paris auf. Nach dem Tod ihres Mannes im Jahr 2009 zog sie um 2016 nach Deutschland. Im Februar 2020 erlitt sie einen Schlaganfall.

## Diskographie (Auswahl)

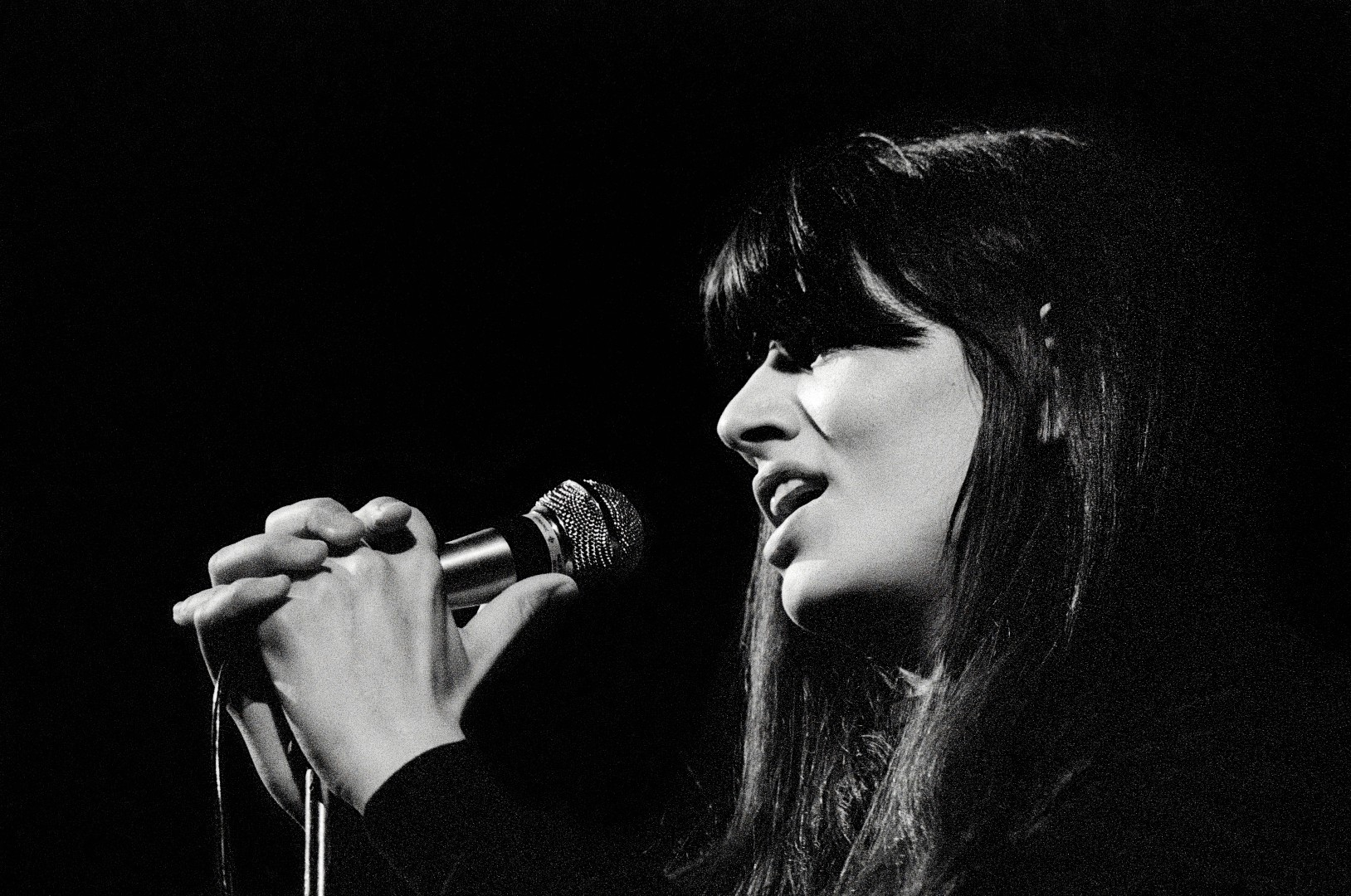
Catherine Ribeiro, Bordeaux 1972

- Catherine Ribeiro & 2bis, Disques Festival 1969 (mit 2bis)
- No. 2, Festival 1970 (auch Catherine Ribeiro + Alpes, mit Alpes)
- Âme debout, Philips 1971 (mit Alpes)
- Paix + Alpes, Philips 1972 (mit Alpes)
- Le Rat Debile et l’Homme des Champs, Philips 1974
- Libertes ?, Fontana 1975 (mit Henri Texier, Bass)
- Le Temps de l’autre, Philips 1977
- Le Blues de Piaf, Philips 1978 (Soloalbum, sie singt Edith Piaf)
- Jacqueries, Philips 1978 (sie singt Jacques Prévert, Soloalbum)
- Passions, Philips 1979 (mit Alpes)
- La Déboussole, Philips 1980 (mit Alpes)
- Soleil dans l’ombre, Philips 1982 (Soloalbum)
- Percuphonantes, Ioana Melodies 1986 (mit Moullet)
- L’amour aux nus, Mantra 1992 (mit Henri Roger, Live)
- Fenêtre ardente, Mantra 1993 (Soloalbum)
- Chansons de légende, Arcade 1997 (Solo)
- Catherine Ribeiro chante Ribeiro Alpes, Nocturne 2005 (Live in Valenciennes)
- Catherine Ribeiro chante Ribeiro Alpes, Nocturne 2007 (Live in Palaiseau)

## Bücher
- Femme de parole, L’Etoile du Sud, 1998
- L’Enfance, 1999

## Filmografie (Auswahl)
- 1963: Les Carabiniers (Jean-Luc Godard)
- 1964: Das war Buffalo Bill (Buffalo Bill, l’eroe del Far West)